# Barbula calycina
Barbula calycina är en bladmossart som beskrevs av Schwaegrichen 1823. Barbula calycina ingår i släktet neonmossor, och familjen Pottiaceae. Inga underarter finns listade i Catalogue of Life.